# دييغو رويز (منافس ألعاب قوى)
دييغو رويز (بالإسبانية: Diego Ruiz)‏ هو منافس ألعاب قوى إسباني، ولد في 5 فبراير 1982.

## وصلات خارجية
- الموقع الرسمي
- دييغو رويز على موقع الاتحاد الدولي لألعاب القوى (الإنجليزية)
- دييغو رويز على موقع الدوري الماسي (الإنجليزية)
- دييغو رويز على موقع أوليمبيديا (الإنجليزية)